# 坪洲警崗

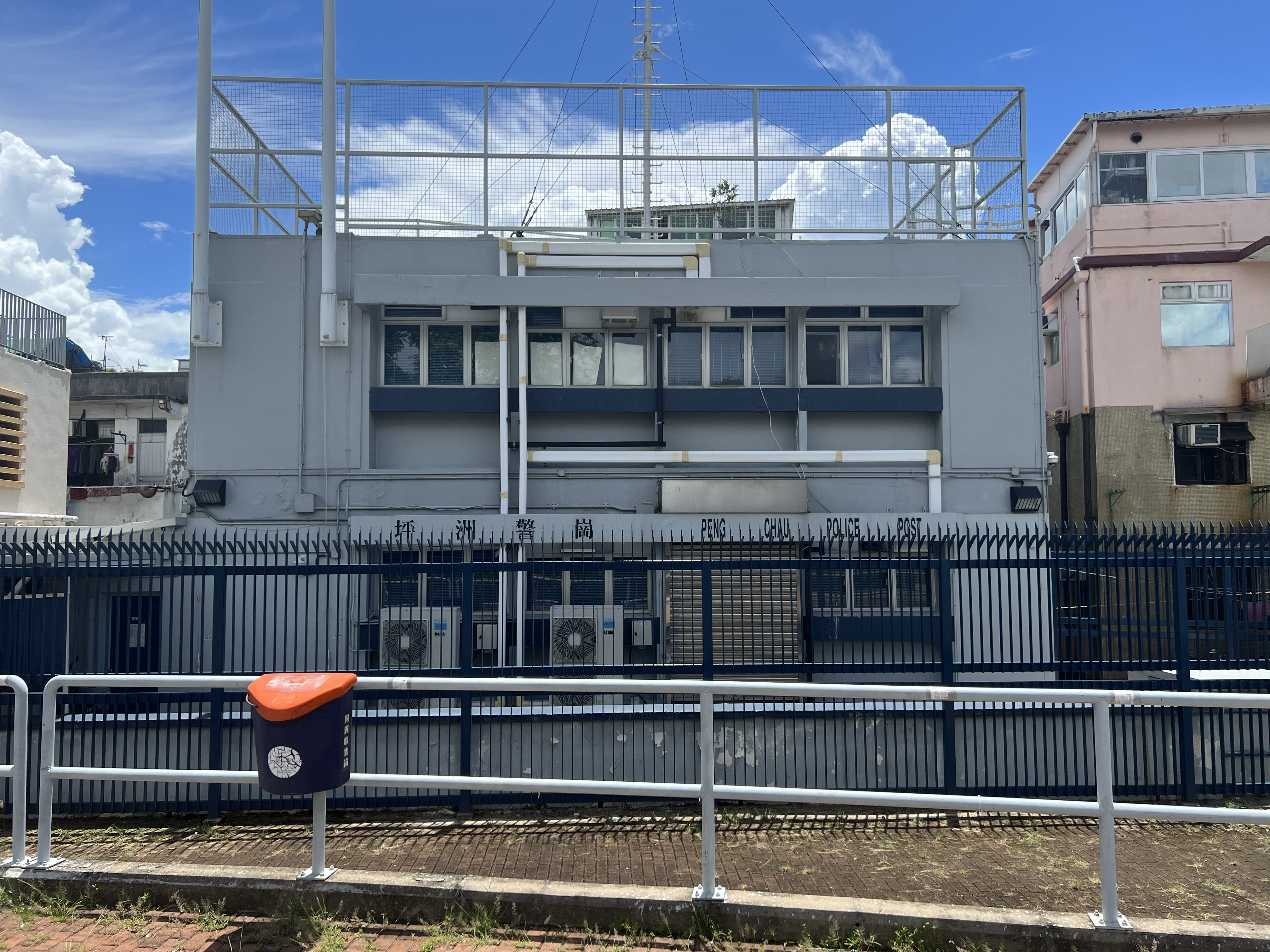
坪洲警岗永安街侧

坪洲警岗（英語：Peng Chau Police Post）是香港警务处水警總區水警海港区长洲分区的警岗，位于香港离岛区坪洲的永安横街2C号。坪洲警岗由一名督察出任主管、一名警署警长出任助理主管。

## 历史
坪洲居民一直渴望社區內設有警岗，到1953年11月，南約理民官高志致函當時的警務處處長，引述村首長曾經多次向政府興建永久性的小型警岗。等了12年後，坪洲警岗自1965年2月12日起为当地居民服务。随着居民人口增长与警岗设施老化，警务处决定扩建设施、将旧消防局改造为新警岗，在空间扩充同时配备电脑化报案系统等新设施，新警岗于1999年6月投用，由时任水警总区指挥官傅俊康主持启用典礼。
由于当地人口仅六千余人且整体罪案数字较低，因此坪洲警岗工作颇具乡郊特色，如日常巡逻全岛和参与当地的天后诞等活动。

## 建筑
设有报案室、独立会见室、枪房与会议室等。而建築物落成市可容納警佐一人和提供7人住宿單位。過去坪洲亦缺乏電信設備，難以同外界聯繫。因此警崗亦安裝無線電設備，可以於長洲警署，梅窩警署和九龍水警總部進行通話。
除常规设施外，坪洲警岗亦配备一个铜钟，以在重大事故发生时通知警岗全体人员。而其後的南丫警崗亦是參考其設計，並被古蹟辦一度計劃評為三級歷史建築。

## 事件
1999年年底，警員在坪洲一間遊戲機店拘捕三名17歲青年和以喧嘩及滋擾拘捕兩名20多歲的兄弟，之後兩名兄弟亦受傷，引發數百名居民包圍警崗，導致大批配備防暴裝備的警員乘水警輪到來增援。最後兩名傷者的父親勸居民離開，事件才得以平息。
2023年1月24日（大年初三）晚间，两名坪洲警岗的警员上门处理噪音投诉时遭遇反抗，醉酒的菲律宾籍壮汉Oliver持续向军装警员袭击，后者在被击倒、受伤且警告无效后，向菲汉连开三枪，中枪菲汉随后由直升机送医救治手术。现场另一名33岁菲律宾男子被警方以妨碍公务和袭警罪名拘捕，租屋内参与新春派对的其他2男4女亦被带署协助调查，案发后大批水警小艇分区和机动部队警员赶至增援和封锁现场，并由水警总区重案组第2队负责调查案件。警方于25日召开发布会介绍案情，认为涉事警员开枪合理、符合使用武力守则。

## 临近地点
- 坪洲政府合署
- 坪洲街市